# دریاچه جورج (شهرستان کاس ، مینه سوتا)
دریاچه جورج دریاچه ای در شهرستان کاس، مینه سوتا، در ایالات متحده آمریکا است.
دریاچه جورج به عنوان یک آدم چوبی اولیه نامگذاری شد